# Palm OS
Palm OS [pɑːm əʊˈɛs] ist ein Betriebssystem für die Organizer der Palm-Serie (siehe PDA) sowie für Smartphones. Als herausragende Innovationen bereits der ersten Version können eine unkomplizierte Touchscreen-Bedienung, die vereinfachte handschriftliche Zeicheneingabe (Graffiti), ein wegweisendes Konzept selbstinstallierender Apps, das praktische Hemdtaschenformat, eine lange Batterielaufzeit und die sehr schnelle Betriebsbereitschaft genannt werden.
Die Geräte wurden zuerst nur vom Unternehmen Palm, das auch das Betriebssystem entwickelte, hergestellt. Später wurden die beiden Gebiete aber auf die Tochterunternehmen PalmSource (Software) und PalmOne (Hardware) aufgeteilt. Im Jahr 2005 kaufte das Unternehmen PalmOne die Rechte am alten Namen zurück und benannte sich wieder in Palm um. Auch Sony, Handspring, Garmin, Symbol und andere Hersteller lizenzierten Palm OS und setzten es in ihren Geräten ein. Nach wenigen Jahren verabschiedete sich Sony allerdings wieder vom PDA-Markt und Handspring wurde von Palm übernommen, sodass nie eine breitere Herstellerbasis für Geräte mit Palm OS entstanden ist.
Im Jahr 2005 wurde Palm-OS-Entwickler PalmSource vom japanischen Unternehmen Access gekauft. Access entwickelte ein Nachfolgebetriebssystem, die Access Linux Platform, die zugleich kompatibel zu Palm OS ist. Das klassische Palm OS wurde unter der Bezeichnung Garnet OS (z. Zt. in Version 5.4) simultan weitervermarktet. 
Medienberichten zufolge soll die Firma Palm selbst die Entwicklung für PalmOS aufgrund von zu hohem Konkurrenzdruck 2009 eingestellt haben, um 2013 herum wurde die Access Linux Platform nicht weiter vermarktet. Allerdings unterstützten die ersten Versionen von webOS über eine Emulationsschicht (MotionApps Classic) ebenfalls Software für Palm OS. In späteren Version des nach wenigen Jahren eingestellten webOS wurde die Emulation nicht mehr fortgeführt.

## Versionen

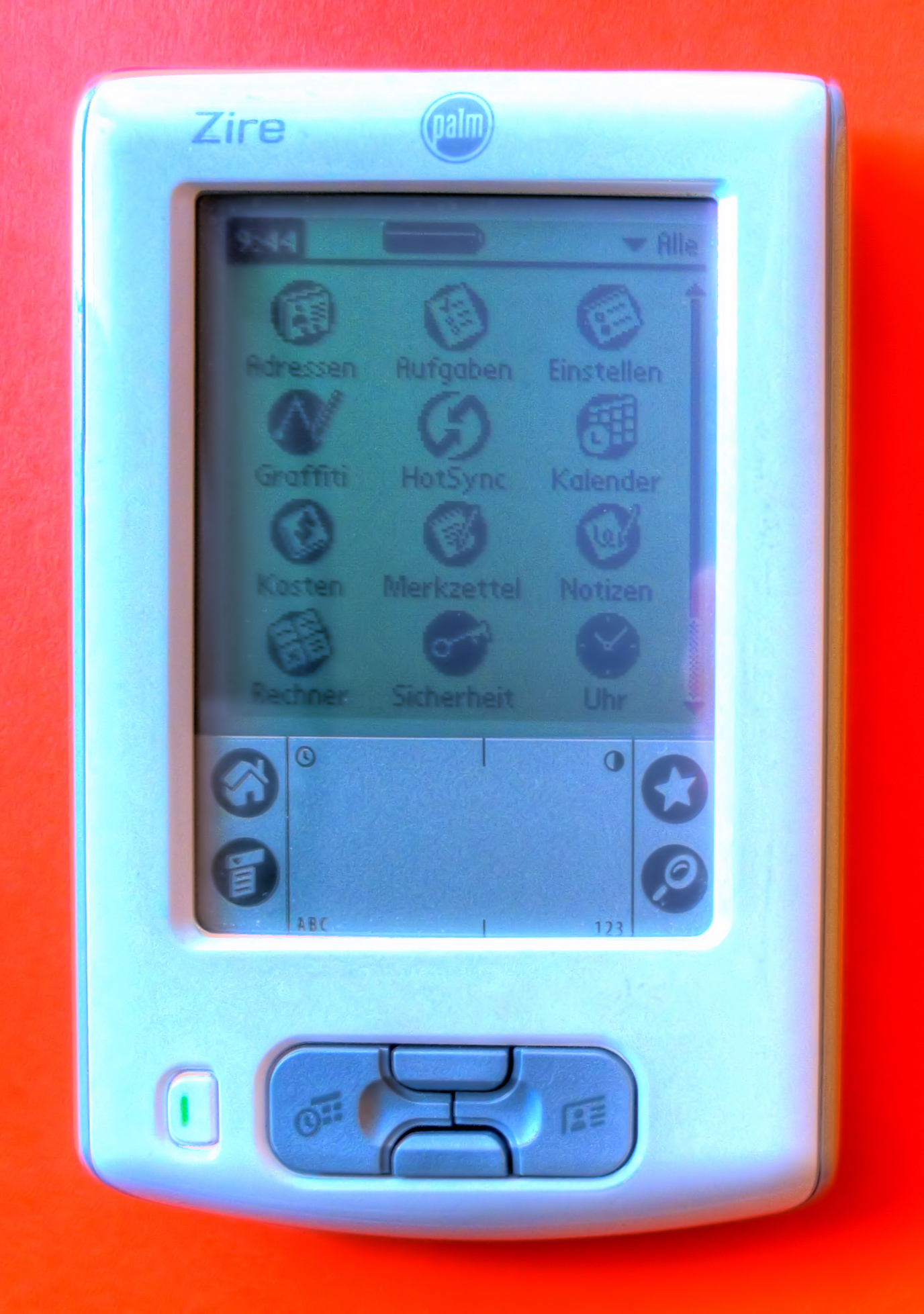
Zire m150 (2002)

Palm OS 1.0
Wird seit 1996 in den Modellen Pilot 1000 und Pilot 5000 verwendet. Es enthält eine Adress-, eine Kalender-, eine Aufgaben- und eine Merkzettelanwendung, außerdem einen Rechner und eine Sicherheitsanwendung.
Palm OS 2.0
Wird ab 1997 für die Modelle PalmPilot Personal, PalmPilot Pro und den IBM WorkPad verwendet. Neue Features sind die Hintergrundbeleuchtung, ein Finanzprogramm und eine Mailanwendung. Implementiert ist ein TCP/IP-Stack und IEEE-Gleitkommazahlen.
Palm OS 3.0
1998 wurden die Modelle Palm III und IBM WorkPad II mit Infrarotschnittstelle ausgestattet.
Palm OS 3.1
1999 wurden die Geräte Palm IIIx, Palm IIIe und Palm V mit verbessertem Bildschirm und schnellerer CPU ausgestattet. Es werden erstmals Akkus und beim Visor des Unternehmens Handspring auch ein Steckkartenanschluss unterstützt.
Palm OS 3.2
Der Palm VII hat ein Funkmodem. Dieses funktioniert nur mit dem 900Mhz-Netzwerk von Mobitex, das sich in Europa außerhalb von Belgien, Luxemburg und den Niederlanden gegenüber GSM nie etablieren konnte.
Palm OS 3.3
Das Modell TRG Pro von Handera besitzt eine CompactFlash-Schnittstelle. Ferner gibt es ein kostenloses Update für Palm III, Palm IIIx und Palm V. Änderungen zur Version 3.1 waren hauptsächlich eine Unterstützung des Euro-Symbols, schnellere HotSync-Operationen und erweiterte Infrarotunterstützung.
Palm OS 3.5
Im März 2000 bietet der Palm IIIc erstmals ein 256-Farben-Display. Die Geräte Palm IIIxe und Palm Vx können 16 Graustufen darstellen, dafür hält der Akku viel länger. Palm OS 3.5 ist standardmäßig auf Palm V und Vx installiert, aber die beiden Typen können auch auf Palm OS 4.1 erhöht werden.
Palm OS 3.5.1
Version für den Palm m100 im August 2000. Erstmals wird die Anwendung „Notizen“ verwendet, die im Gegensatz zur Merkzettelanwendung handschriftliches Notieren erlaubte (vgl. DiddleBug u. a.)
Palm OS 3.5.2
Version für den Handspring Visor.
Palm OS 3.5.3
Der PEG S300 von Sony wird mit Jogdial (ein Drehrad) und Memory Stick verkauft. Das Model Handera 330 hat ein 240×320-Punkte-Display. Der Handspring Treo ist ein PDA mit eingebautem GSM-Mobiltelefon, optional mit Tastatur.
Palm OS 4.0
Die Geräte Palm m500 und Palm m505 sind mit USB, Steckplätzen für MMC- und SD-Karten und Vibrationsalarm ausgestattet.
Palm OS 4.1
Wird bei den Geräten m130, m515,Zire m150 und bei der Fossil Palm os Uhr eingesetzt, sowie beim Sony Clié NR70V, N770C/E und PEG-T675C.
Palm OS 4.1.1
Für den Tungsten W, einen PDA mit Handy-Funktion (Smartphone).
Palm OS 4.1.2
Spezielle Version für das GSPDA-G18-Smartphone (in Deutschland als Quelle-Universum-Handy erhältlich). Diese Version verwendet die neue Graffiti-2-Schrift und unterstützt das 160×200-Pixel-Display mit virtuellem Graffiti-Feld.
Palm OS 5.0
Ab dieser Version werden nur noch die ARM-Prozessoren, etwa von Texas Instruments und Intel unterstützt. Durch den Umstieg vom Motorola Dragonball auf den ARM musste auch das Betriebssystem von Grund auf überarbeitet und auf die neue Architektur angepasst werden. Programme für den alten Prozessor laufen jedoch in Emulation wie gehabt weiter. Die neue Systemarchitektur bringt einen großen Geschwindigkeitszuwachs sowie zusätzliche Erweiterungsmöglichkeiten wie Sound, Bluetooth oder Bildschirme mit hoher Auflösung. Der erste Handheld mit OS5 ist der Tungsten T. Das Betriebssystem Palm OS 5.0 arbeitet wie von den alten Modellen bekannt mit der Graffiti-1-Eingabe.
Palm OS 5.2.1
Der Zire 21 hat noch ein Graustufendisplay mit einer Auflösung von 160×160 Punkten, doch der Zire 71 hat ein 320×320-Farbdisplay, eine eingebaute Kamera und spielt MP3-Musik.
Der Office-PDA Tungsten T2 hat zwar keine Kamera, kommuniziert aber zusätzlich über Bluetooth und spielt ebenfalls MP3-Dateien ab.
Der Tungsten C besitzt auch noch eine Tastatur und eine WAN-Schnittstelle (IEEE 802.11b).
Der Tungsten T3 besitzt zusätzlich ein aufschiebbares 320×480-Pixel-Display.
Beim Tungsten E und Tungsten T3 hat der Hersteller die Standardapplikationen überarbeitet.
Zu den Neuerungen zählen unter anderem neue Felder (Geburtstag, Website, Messenger und neun statt vier benutzerdefinierte Felder) in den Adressen, die jetzt Kontakte heißen, farbig unterschiedene Kategorien im Kalender und die Erweiterung der Merkzettel auf 32 KB, statt bisher 4 KB.
Der letzte Sony Clié, der VZ90 sowie sein Vorgänger, der TH55, verwendeten OS5.2.1.
Palm OS 5.2.8
Der Zire 31 und Zire 72 haben die neuen Standardapplikationen des Tungsten E und Tungsten T3 und zusätzlich noch die Möglichkeit eines Kontaktfotos.
Beide Geräte haben ein Farbdisplay, der Zire 31 mit 160×160 Pixel und der Zire 72 mit 320×320 Pixel.
Der Zire 72 verfügt auch über Bluetooth und eine 1,2-Megapixel-Kamera. Palm OS 5.2.8 arbeitet zur Texteingabe mit Graffiti 2. Dazu ist das Erlernen einer etwas veränderten Eingabe nötig, diese erleichtert das Schreiben von Umlauten sowie Groß- und Kleinschreibung, ist aber im ständigen Gebrauch etwas langsamer als Graffiti 1.
Palm OS 5.4 (Garnet)
Tungsten T5 und Treo 600 verwenden erstmals einen nichtflüchtigen Speicher, der auch nach längerer Zeit mit leeren Batterien keine Daten verliert. Dies erforderte einige fundamentale Änderungen am Betriebssystem, das früher nur für RAM-Speicher ausgelegt war. Der Tungsten T5 hat zusätzlich 160 MB internen Speicher für Daten aller Art, der über USB als Wechsellaufwerk an PCs angeschlossen werden kann. Erstmals werden bei letzterem Gerät neue Anwendungen mitgeliefert: In den „Favoriten“ können auf vier Seiten je acht Anwendungen, Dateien, Ordner oder Internetseiten abgelegt werden. Das Programm „Dateien“ kann auf dem internen Laufwerk Dateien löschen, umbenennen, kopieren oder verschieben und neue Ordner erstellen.
Der Tungsten E2 hat einen schnelleren Prozessor als der Tungsten E, ein Display mit höherer Farbtiefe, eine Anschlussleiste statt eines USB-Steckers, Bluetooth sowie eine verbesserte Akkulaufzeit.
Mit dem LifeDrive von Palm ist erstmals ein Palm-OS-PDA mit eingebauter Festplatte und WLAN erhältlich.
Palm OS 6 (Cobalt)
PalmSource gab im Februar 2004 auf der US-Entwicklerkonferenz erste Details zum neuen Palm OS 6 bekannt. Alle Palm-OS-6-Versionen firmieren unter dem Namen Cobalt. Gleichzeitig fasste man alle Palm-OS-5-Versionen nun unter dem Markennamen Garnet (zu Deutsch: Granat) zusammen, das auch zukünftig eine Rolle für günstigere Handhelds und Smartphones spielen sollte, unter anderem auch aufgrund eines geringeren Ressourcenhungers. Die Neuerungen von Palm OS 6 sind beispielsweise Multitasking, native Unterstützung für ARM, Speicher- und Prozessschutz sowie verbesserte Multimedia- und Sicherheitsfunktionen. Zwar bot schon Palm OS 5 Multitasking, doch wurde dies nie dokumentiert, weshalb diese Funktion bislang ungenutzt brachlag.
Trotz der vielen Neuerungen in Palm OS 6 Cobalt nahm sich kein Hersteller des Systems an – weder Smartphones noch PDAs (bis auf einen GSPDA-Prototyp), wurden produziert, die unter diesem System laufen. Palm OS Cobalt ist deshalb nur in Simulatoren zu begutachten. Mittlerweile ist nicht mehr zu erwarten, dass Geräte mit Palm OS Cobalt erscheinen, da mit dem System unerwartet Probleme auftauchten und der jetzige Hersteller des Betriebssystems (Access) an einem neuen Projekt, der Access Linux Platform, arbeitet.
Nachfolgebetriebssystem
Auf Basis von Linux hat das Unternehmen Access die Access Linux Platform entwickelt, nach wie vor wird allerdings das klassische Palm OS unter der Bezeichnung Garnet OS weitervermarktet.
Parallel zu Palmsource/Access entwickelte auch Palm ein Nachfolgesystem für das immer noch nicht abgelöste Palm OS 5.x. Als Entwicklungsname wurde Palm OS II oder Nova genannt. So wie ALP von Access setzt auch das neue Betriebssystem von Palm auf Linux als Plattform. Mit dem ersten Gerät, dem Palm Pre wurde dann die Bezeichnung webOS lanciert.
Beide Nachfolgebetriebssystems unterstützten in den ersten Versionen auch einen Teil der Software für Palm OS über unterschiedliche Emulationsebenen. Die ist in den aktuellen Versionen nicht mehr vorgesehen.

## Bedienung

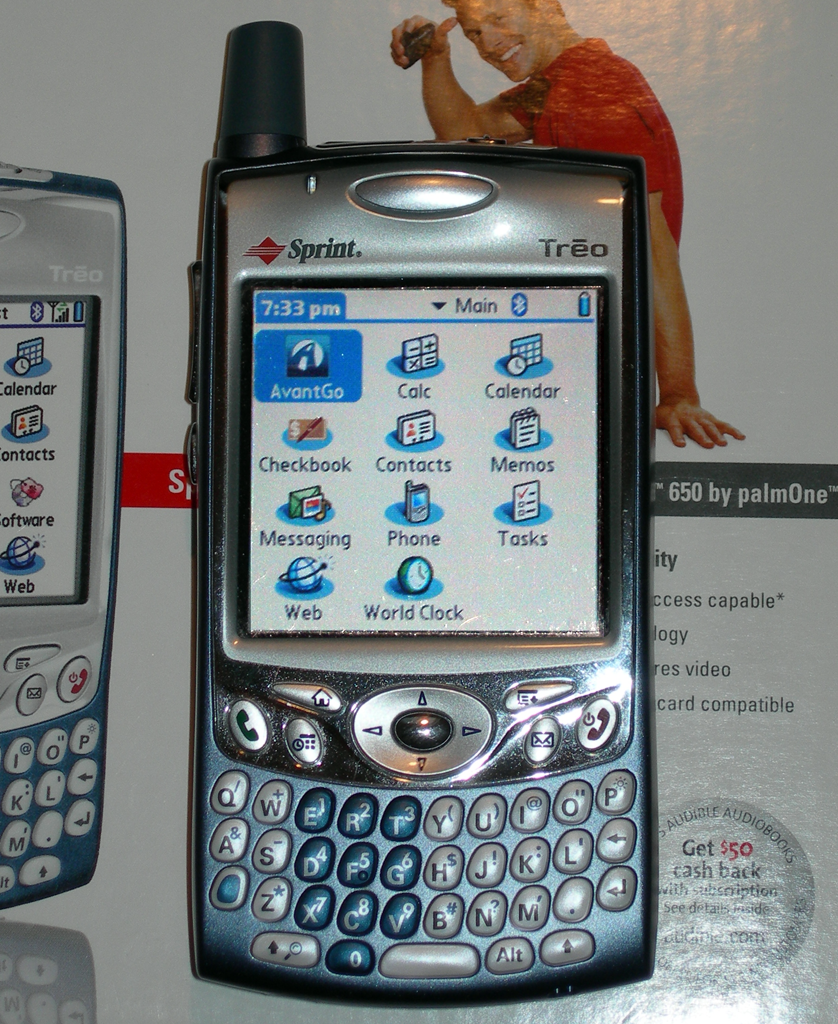
Palm OS auf dem Treo 650

Alle Palm-Geräte besitzen einen resistiven Touchscreen. Für die Eingabe von Daten wird beim Palm OS eine Art Handschrifterkennung auf Buchstabenbasis, Graffiti genannt, verwendet. Dabei werden im unteren Teil des Displays zwei aufgedruckte rechteckige Flächen benutzt: links für Buchstaben und rechts für Ziffern, teilweise noch unterteilt in Groß- und Kleinschreibung. Neue Palm-Modelle können diesen Bereich ausblenden (Virtual Graffiti/Dynamic Input Area, DIA) und dadurch die Displayfläche vergrößern. Die Treo-Smartphone-Modelle besitzen eine Hardwaretastatur.
Die Daten werden mit einem Stift als einzelne Zeichen eingegeben, es gibt aber auch softwareunterstützte Handschrifterkennung für ganze Wörter. Optional steht noch eine Bildschirmtastatur zur Verfügung. Für längere Eingaben sind auch externe Tastaturen erhältlich (von Handytastatur- bis PC-Größe), die über Kabel, Infrarot oder Bluetooth angeschlossen werden können. Die Treo-Reihe verfügt über eine vollständige QWERTZ, QWERTY oder AZERTY-Tastatur auf dem Gerät, die mit dem Daumen bedient werden kann.
Unten am Gehäuse befinden sich noch vier zusätzliche Tasten. Damit werden standardmäßig die Anwendungen Kalender, Adressbuch, Aufgaben und Merkzettel gestartet. Dazwischen ist noch eine Art Wippschalter angebracht, mit dem innerhalb von Anwendungen geblättert werden kann. Bei den neueren Geräten von Palm gibt es eine 5-Wege-Navigationstaste, mit der man auf viele Informationen ohne Stift zugreifen kann.

## Datenbanken
Daten werden im Palm OS nicht wie unter Desktop-Betriebssystemen in Ordnern und Dateien, sondern in sogenannten Datenbanken abgelegt. Diese befinden sich alle auf der gleichen Ebene im RAM-Speicher. Wenn diese Datenbanken auf den PC überspielt werden, haben sie die Endungen .prc (für Palm Resource Code, in der Regel für Anwendungen verwendet) oder .pdb (für Palm Database, in der Regel für Daten verwendet).
Es gibt also zwei verschiedene Arten von Datenbanken im Palm OS: Ressourcen-Datenbanken und Datensatz-Datenbanken.
Der Kopf einer Datenbank gibt Auskunft über Typ und Ersteller, sowie das Datum von Installation, letzter Änderung und letzter Sicherung.
Alle Datenbanken werden im Storage Heap abgelegt. Dieser Bereich wurde früher physisch im RAM, bei den Standardanwendungen auch im ROM abgebildet. Aktuelle Modelle verwenden an dieser Stelle teilweise nicht-flüchtigen Flash-Speicher.

### Resource-Datenbanken
Im Header ist hier als Typ meistens type appl oder ovly eingetragen. In ihnen werden die Programme von Palm OS in Form von Ressourcen gespeichert. Dazu gehören zum Beispiel Code, Bitmaps, Menüs, Forms, Alerts.
Das Header-Feld creator enthält für jede Anwendung eine weltweit eindeutige Zeichenfolge (4 Zeichen lang), die auch die Verknüpfung zu den Record-Datenbanken der Anwendung ist, so dass zum Beispiel die Daten automatisch mit der Anwendung gelöscht werden können. Diese vier Zeichen langen Creator-IDs werden von Palm zentral vergeben und verwaltet und Entwickler können jederzeit kostenlos weitere Creator-IDs beantragen.

### Record-Datenbanken
Sie sind meist vom type DATA oder, je nach Anwendung, von einem benutzerspezifizierten Typ. In ihnen werden die Daten der Anwendungen in Records gespeichert.

## Kommunikation
Die älteren Versionen von Palm OS kommunizieren ausschließlich über eine serielle Schnittstelle mit maximal 115200 bit/s. Dies wird vor allem für die Synchronisation mittels Hotsync oder für den Anschluss von Zubehör (z. B. Tastaturen) verwendet. Neuere Geräte unterstützen die Kommunikation über eine USB-Schnittstelle.
Für den Datentransfer von Palm zu Palm ist die Infrarotschnittstelle nach dem IrDA-Standard bestens geeignet. Der Palm kann auch mit der Infrarotschnittstelle eines Handys kommunizieren, um z. B. SMS zu versenden. Dazu braucht man aber auf dem Palm spezielle Programme.
Mit geeigneten Peripheriegeräten wie Modems (jedes beliebige Modem kann über die serielle Schnittstelle angesteuert werden) oder Handys kann man auch mit dem Palm auf das Internet zugreifen und Mails lesen oder im Web surfen (geeignete Programme wie z. B. Palm Web Browser und Palm VersaMail vorausgesetzt).
Die Geräte (Tungsten T5, T|X, Zire 72, alle Treo-Modelle und LifeDrive) sowie der Tungsten T, T2, T3 und der Zire 72 funken per Bluetooth. Der Tungsten C sowie das LifeDrive und der T|X klinken sich auch in WLANs (IEEE 802.11b) ein.
Die Treo-Smartphone-Modelle kommunizieren auch per GSM, GPRS und Edge (Centro).

## Datensicherung
Die Datensicherung der Handhelds geschieht über HotSync mit einem Windows-PC, Macintosh oder Linux-Rechner. Dazu wird das Gerät in seine Dockingstation gestellt oder ans HotSync-Kabel angeschlossen und die Hotsync-Taste gedrückt.
Dabei werden die Datenbanken von Handheld und PC synchronisiert, sprich es wird jeder Eintrag am Palm mit dem in der Desktopsoftware am PC (Palm Desktop oder andere PIM-Programme) verglichen und bei Bedarf aktualisiert. Es ist also auch möglich, die Daten auf dem PC zu ändern. Neue Programme werden während dieses Vorgangs im Handheld installiert.
Seitdem Palm OS zusätzliche Speicherkarten unterstützt, ist die Möglichkeit einer Datensicherung auf einer solchen Karte gegeben. Der Vorteil gegenüber HotSync besteht darin, dass dies auch unterwegs stattfinden kann, man also nicht an einen Computer gebunden ist.

## Programmiertools & IDEs
- AppForge
- CASL
- Free Pascal (in Entwicklung[4])
- Handheld Basic (HB++)
- HotPaw Basic
- HSPascal
- LispMe
- LyME (Programmiersprache für Mathematik)
- Metrowerks CodeWarrior
- NS Basic
- OnBoardC
- OrbForms Designer
- Palm OS Developer Suite (PODS)
- PalmOS Pascal (Pascal-Compiler, der direkt auf PalmOS läuft)
- Palmphi (relativ neue, freie IDE, setzt gcc für Palm OS voraus)
- PocketC
- PocketStudio
- prc-tool (GCC für Palm OS)
- SmallBasic

## Software
Für Palm OS gibt es weit über 10.000 Anwendungen (E-Books, Office, Spiele, Tools, Wörterbücher etc.) von einigen tausend unabhängigen Software-Entwicklern (Independent Software Vendor) weltweit.
Die Palm Geräte wurden mit Palm Desktop als Personal Information Manager für den Desktop ausgeliefert.